# Psidium tenuirame
Psidium tenuirame är en myrtenväxtart som beskrevs av Ignatz Urban. Psidium tenuirame ingår i släktet Psidium och familjen myrtenväxter. Inga underarter finns listade i Catalogue of Life.